# Технологічний університет Нань Кай
Технологічний університет Нань Кай (ТУНК; Китайською: 南開科技大學) — приватний університет у містечку Каотун, повіт Наньтоу, Тайвань.

## Історія
ТУНК був заснований як Молодший коледж Нань Кай у 1971 році. У серпні 1993 року коледж був перейменований на Молодший коледж технологій і торгівлі Нань Кай. У серпні 2001 року коледж був акредитований як Технологічний інститут Нань Кай. У серпні 2008 року школа була перейменована в Технологічний університет Нан Кай.

## Факультети
- Коледж електро- та обчислювальної техніки
- Інженерний коледж
- Коледж додаткової освіти
- Коледж екології людини
- Коледж менеджменту